# Květenná říše

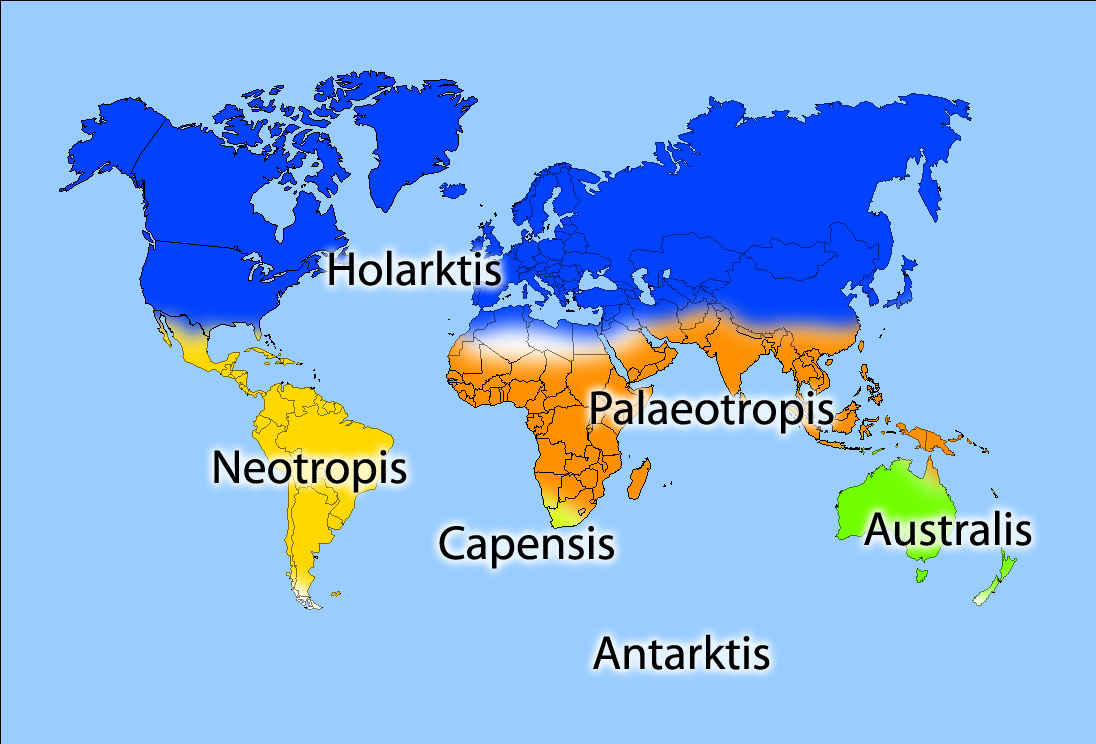
Květenné říše

Květenná říše též floristická říše je ve fytogeografii určitá část povrchu Země s relativně jednotnou skladbou rostlinných druhů. Vymezuje ji tedy přítomnost význačných druhů, rodů nebo čeledí rostlin. Tato říše se pak dál dělí na menší květenné (floristické) oblasti. Sousedící květenné říše obvykle nemívají ostře vymezené hranice, na rozhraní spíš vzájemně prolínají, čímž se vytvářejí přechodné oblasti, v nichž se mnohé druhy z obou říší vzájemně překrývají. Tato území se nazývají vegetační tenzní zóny.
Geografie rostlin rozděluje naši planetu na šest květenných říší, jež mají každá svůj osobitý soubor domácí květeny, který vznikl během odlišného vývoje flóry v různých částech Země. Některé říše, např. holoarktická, se rozkládají na vícero světadílech, naopak Kapská říše zabírá jen malou část jižní Afriky. Rozdělení světa na květenné říše souvisí s rozštěpením prakontinentu Pangea.

## Rozdělení světa na květenné říše

### Holoarktická říše neboli Holarktis
Zaujímá celou severní polokouli kromě tropů a subtropů, tedy Severní Ameriku a Eurasii. Domácími rostlinami jsou např. růže, bříza, brukev, prvosenka či lomikámen.

### Neotropická říše neboli Neotropis
Rozprostírá se v nejjižnější oblasti Severní Ameriky, tedy v Mexiku, ve Střední Americe a většině Jižní Ameriky. Mezi typické druhy rostlin patří rody čeledi bromeliovité a kaktusy.

### Paleotropická říše neboli Paleotropis
Pokrývá tropické oblasti Starého světa, tedy většinu Afriky a jižní Asie a dále Polynésii. Mezi domácí druhy patří zástupci rodu akácie a baobab.

### Australská říše neboli Australis
Zaujímá celou Austrálii a Tasmánii. K domácím druhům patří například blahovičník.

### Antarktická říše neboli Antarktis
Pokrývá část jižního cípu Jižní Ameriky, Antarktidu a přilehlé antarktické ostrovy a Nový Zéland.

### Kapská říšeneboli Capensis
Tato nejmenší ze všech šesti květenných říší pokrývá nevelkou, avšak velmi rozmanitou oblast v nejjižnější části Afriky v okolí mysu Dobré naděje v jižní Africe. Roste zde asi 9000 druhů rostlin.